# Caixa de Pontevedra
A Caixa Económica Provincial de Pontevedra (Caixa de Aforros Provincial de Pontevedra ou Caixa Pontevedra) era uma instituição financeira espanhola com sede na cidade de Pontevedra (Espanha) dependente do Conselho Provincial de Pontevedra (deputação provincial), existente entre 1930 e 2000.

## História
Foi fundada em Pontevedra a 12 de janeiro de 1930 e iniciou a sua actividade a 20 de janeiro de 1930. O seu primeiro presidente foi Daniel de la Sota e o seu primeiro director Alexandre Bóveda. Após a demissão de Daniel de la Sota como presidente da deputação provincial, o militar Manuel Casas Medrano tomou posse e Alexandre Bóveda demitiu-se. Nos anos da Segunda República Espanhola, a empresa começou a expandir-se no norte da província de Pontevedra, com filiais em vários municípios. No início de 1938, foi efectuada uma purga de pessoal, de acordo com as disposições do Conselho Nacional de Defesa.
Entre 1940 e 1960, as caixas económicas passaram por um período de expansão em toda a Espanha, sob os auspícios de reformas legislativas. Nesta altura, foram abertas as primeiras agências em Ponte Caldelas, Tomiño e Caldas de Reis. Nesta fase houve confrontos com a Caixa Económica Municipal de Vigo sobre a ocupação de diversos espaços, situação em que o Ministério do Trabalho interveio.
Em 1944, a entidade adquiriu um edifício em construção em Campolongo onde instalou a sua sede, projectado pelo arquitecto Emilio Quiroga Losada. O edifício foi inaugurado em 1949 e foi ampliado nos anos 50, com projeto de Robustiano Fernández Cochón. O edifício foi novamente ampliado entre 1971 e 1973, com a construção de um auditório e vários escritórios, que durante algum tempo albergaram as salas de aula da Universidade Nacional de Educação a Distância.
A Caixa Económica participou no financiamento de obras públicas na cidade de Pontevedra, como o Estádio da Juventude ou Estadio de la Juventud (actual Centro de Técnificação Desportiva Galega) ou o Estádio de Pasarón, bem como na construção de várias unidades de habitação social. Em 1965, construiu a Residência de Estudantes Virgem Peregrina, originalmente destinada a um Colégio Menor, para estudantes do Bachillerato, Educação e Mestrado Industrial (Escuela de Maestría). No campo da acção social, a entidade patrocinou equipas desportivas como a Pontevedra CF ou SD Teucro.
Em 1980, criou o prémio Julio Camba de jornalismo. Em 1977, várias conversas começaram a criar uma grande caixa económica galega. Foram realizadas negociações com a Caixa Galicia, na sequência da fusão das caixas económicas da Corunha, Lugo, Santiago de Compostela e Ferrol mas a recusa da caixa económica de Vigo atrasou o projecto conjunto. Face a esta situação, nos anos 1980 a Caixa levou a cabo uma fase de expansão com a abertura de agências em diferentes cidades galegas e mesmo em Madrid.
Em 1990, começaram várias colaborações com a Caixa Económica de Ourense e Vigo, culminando no ano 2000 com a fusão e criação da entidade privada Caixanova. O percentual de acções que lhe correspondeu na nova caixa económica foi de 24%. Por sua vez, a Caixanova fusionou-se em 2010 com a Gaixa Galicia, e o processo resultou na entidade Abanca.
O novo Centro Social e Cultural da Caixa Económica foi inaugurado em 2006, com uma vasta programação cultural que inclui oficinas de poesia, literatura e arte, exposições de museus nacionais e internacionais, peças de teatro, concertos e conferências no seu auditório. Em 2010, foi rebaptizado Centro Social e Cultural Afundación.

## O edifício
Após a demolição da capela de San José, foi construído o edifício da Caja de Ahorros Provincial de Pontevedra na praça de São José. Esta sede foi construída em três fases: o edifício original foi iniciado em 1944 e tornou-se a sede da Caixa Económica de Pontevedra em 1948. O edifício ocupava um terreno de 200 metros quadrados na Praça de San José e era um edifício de pedra de aspecto nobre, com um rés-do-chão e quatro andares, segundo o projecto de Emilio Quiroga Losada, o arquitecto municipal.
O segundo trecho foi concebido como uma extensão ao longo da Rua González Besada em 1956. Esta extensão foi projectada e construída pelos arquitetos Robustiano Fernández Cochón e Laureano Barreiro. A última parte consistiu na execução de um anexo de arquitectura moderna com fachada nas ruas San José e Augusto García Sánchez, construído entre 1970 e 1974 pelo arquitecto Joaquín Basilio Bas. Desde a renovação, o edifício dispõe de um grande auditório com mais de 800 lugares.
O edifício foi totalmente renovado pelo arquitecto César Portela em 2004 e inaugurado a 15 de julho de 2006.  Tem uma área de 12.000 metros quadrados e mantém duas fachadas de pedra, combinadas com um enorme cubo de vidro na fachada posterior que se abre na Avenida Augusto García Sánchez e lhe dá um aspecto moderno e vanguardista. O edifício é coroado na fachada da sua entrada principal por uma escultura de bronze de 6 metros de altura do escultor Cándido Pazos, criada em 2006, representando o arqueiro grego Teucro, o mítico fundador da cidade de Pontevedra. Na fachada sul, os baixos-relevos de Xoan Piñeiro O Mar e O Campo foram restaurados. 
No interior do edifício há um grande hall de acesso a partir da entrada principal da rua Augusto González Besada que liga as diferentes divisões. Cinco grandes esculturas do escultor Sérgio Portela estão estrategicamente colocadas neste hall para se encontrarem à vista. Um jardim de camélias foi instalado no terraço e nos dois pátios interiores há uma queda de água de 11 metros e jardins suspensos de 15 metros de altura. Par além de um auditório com mais de 800 lugares, o edifício possui uma sala de conferências e três grandes salas de exposições.

## Galeria

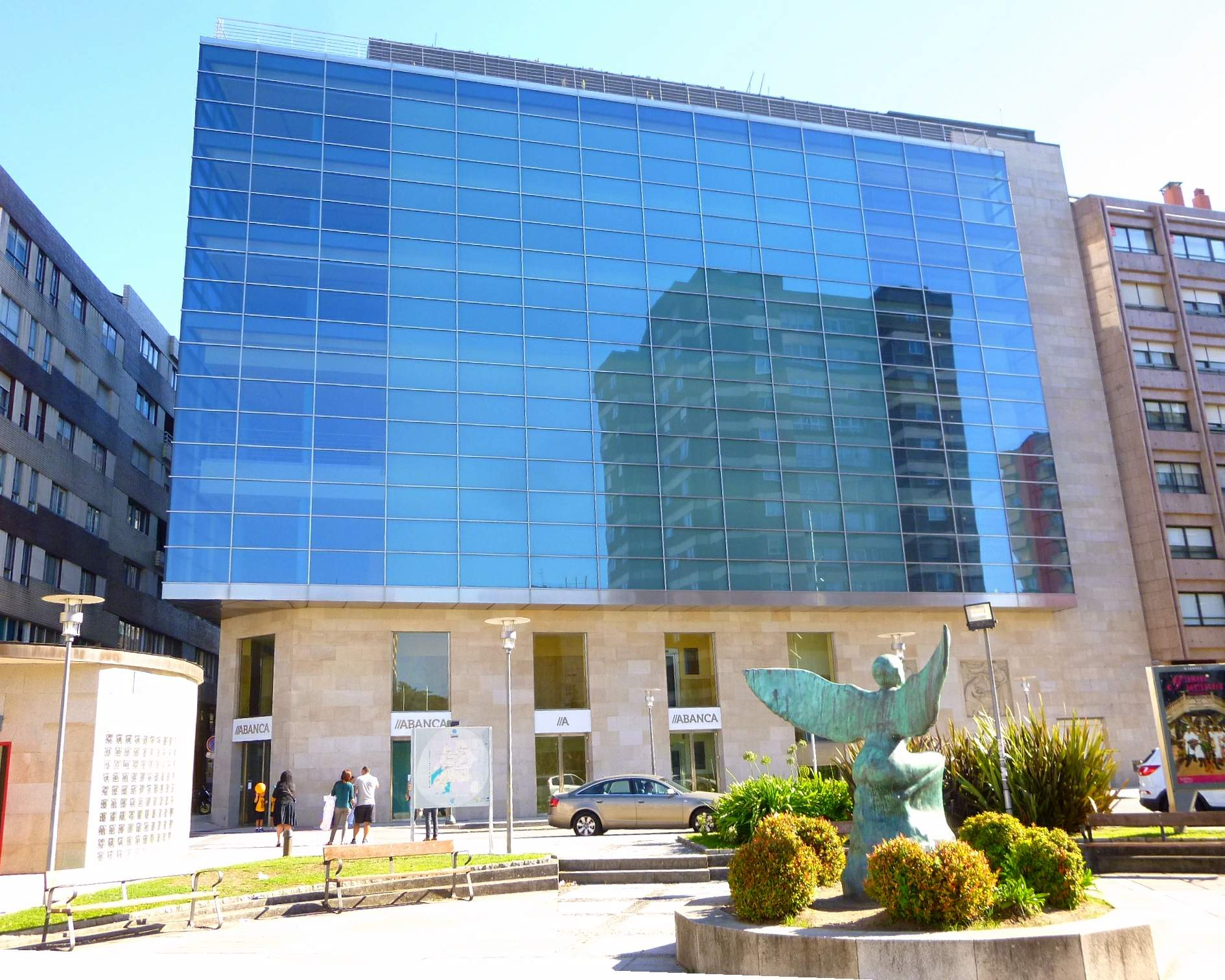
Fachada de vidro na Avenida Augusto García Sánchez
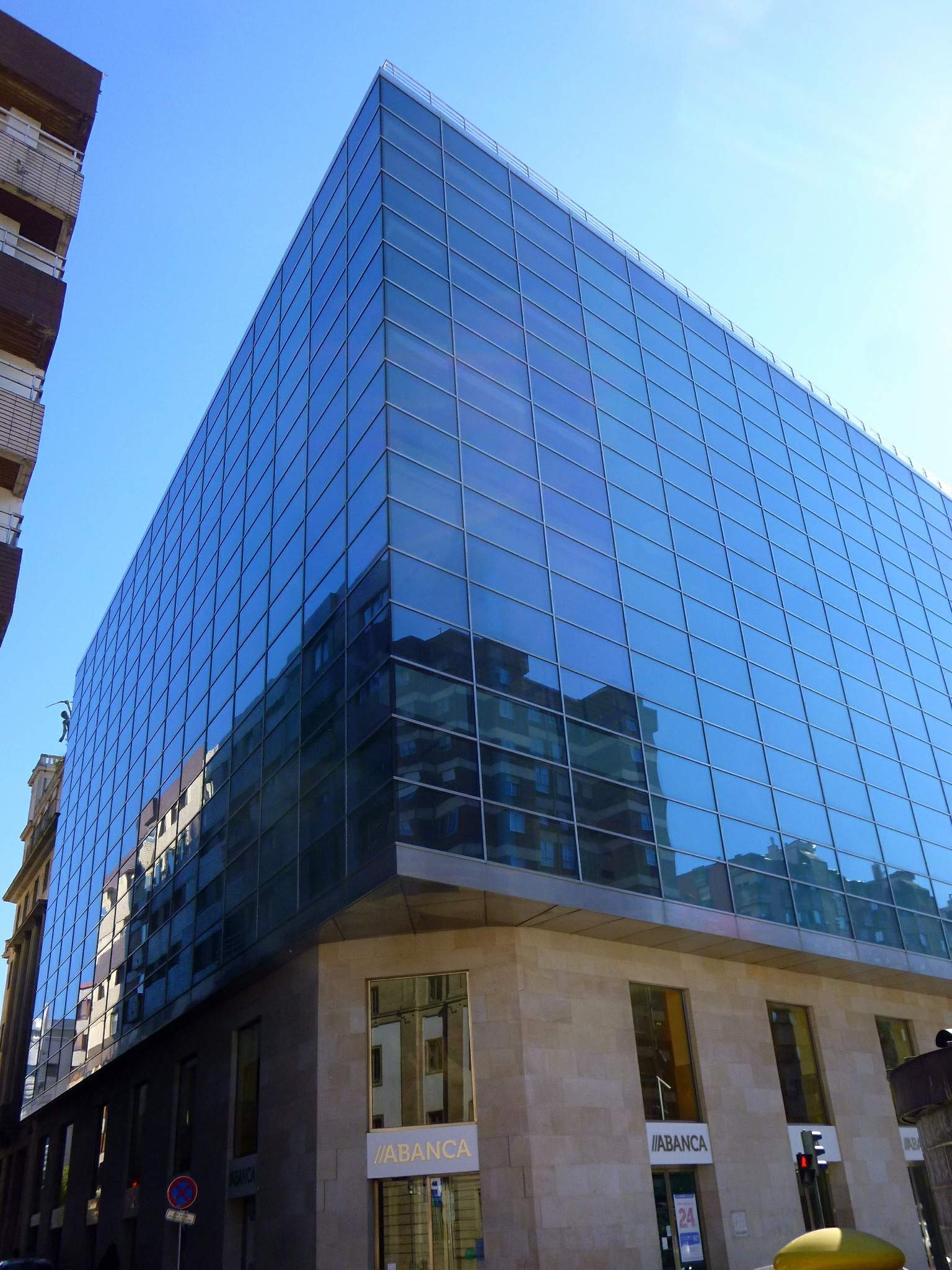
Fachadas de vidro na Rua São José e na Avenida Augusto García Sánchez
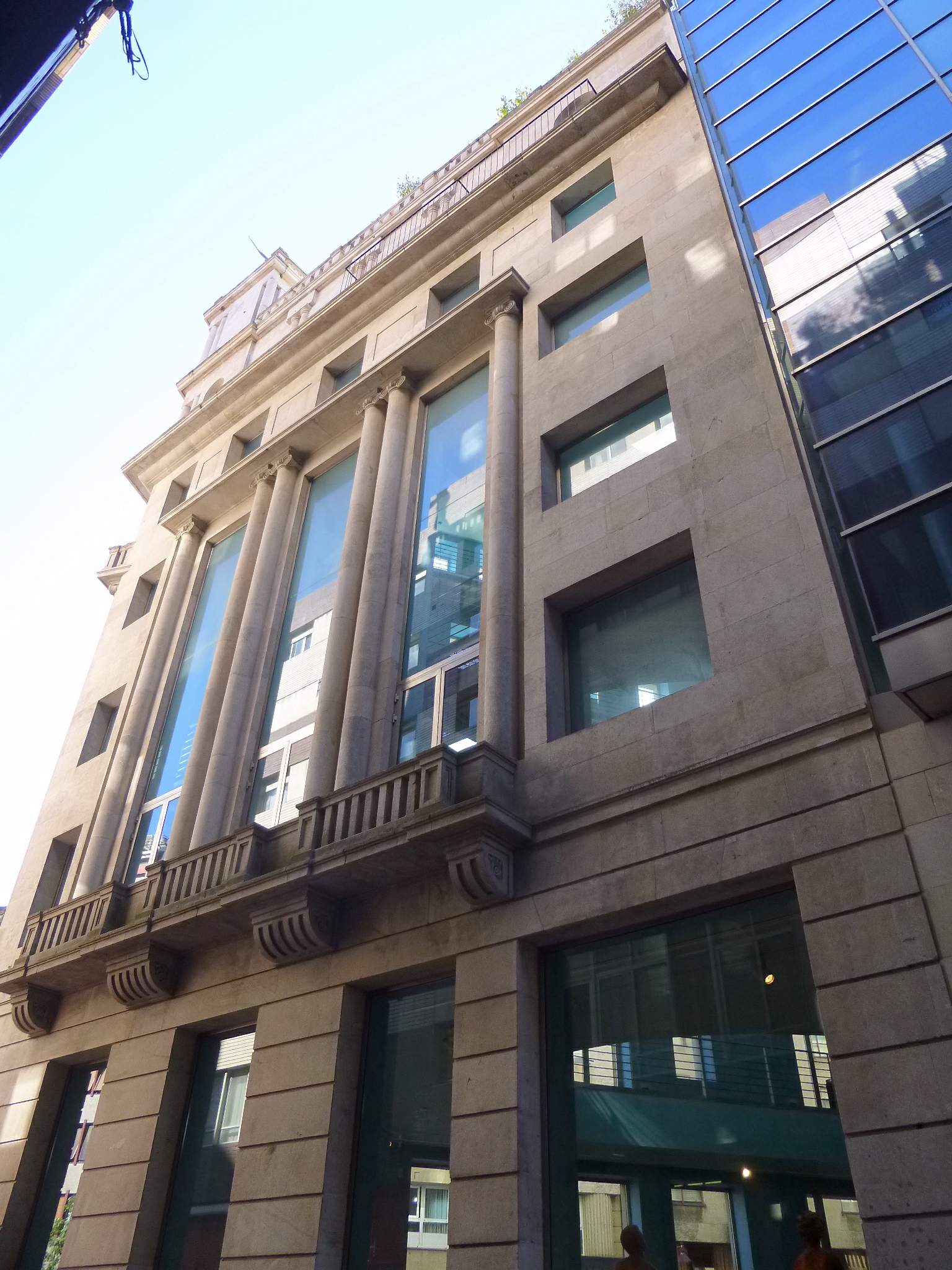
Fachada da rua São José
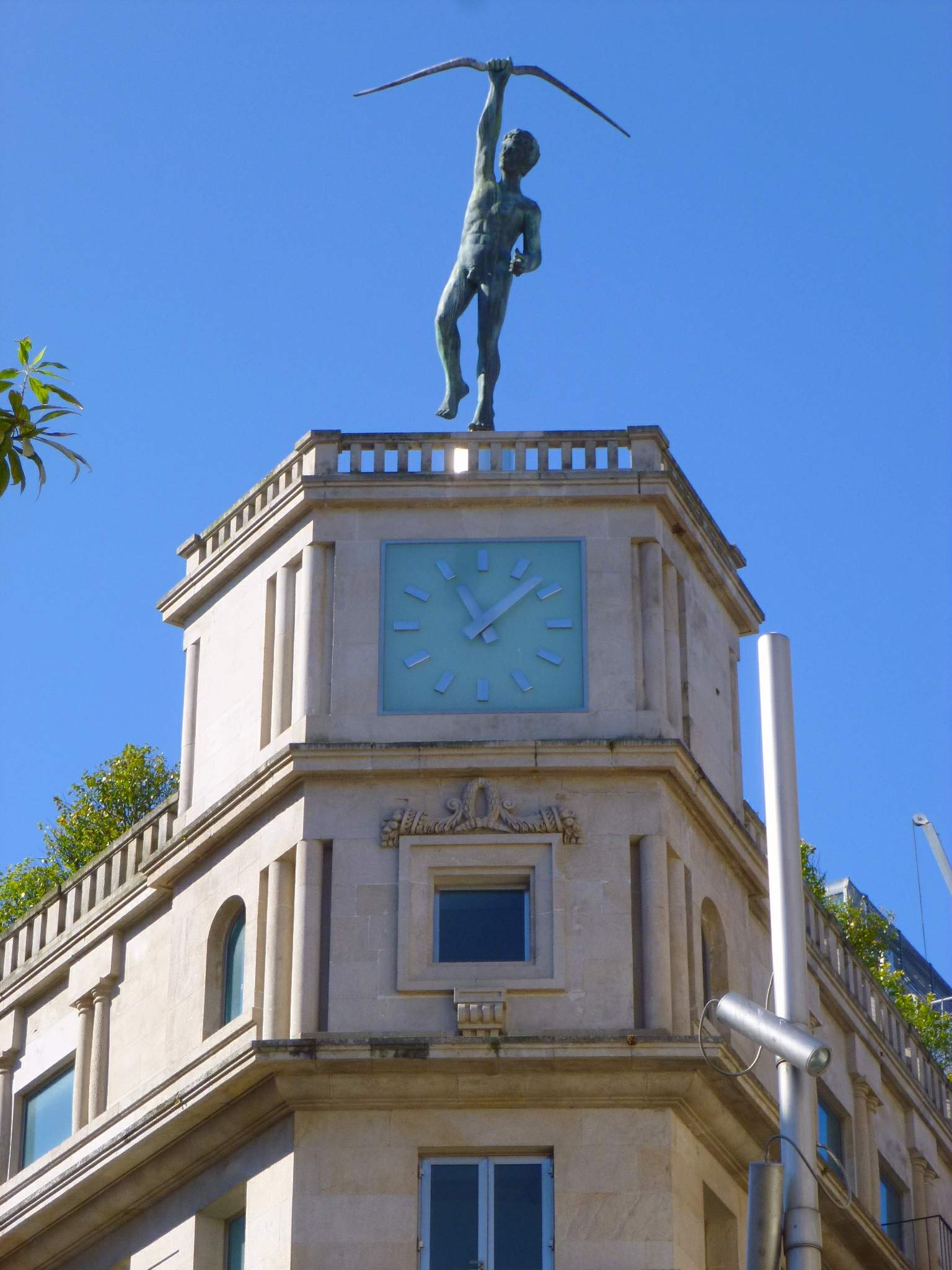
O arqueiro grego Teucro coroando o edifício
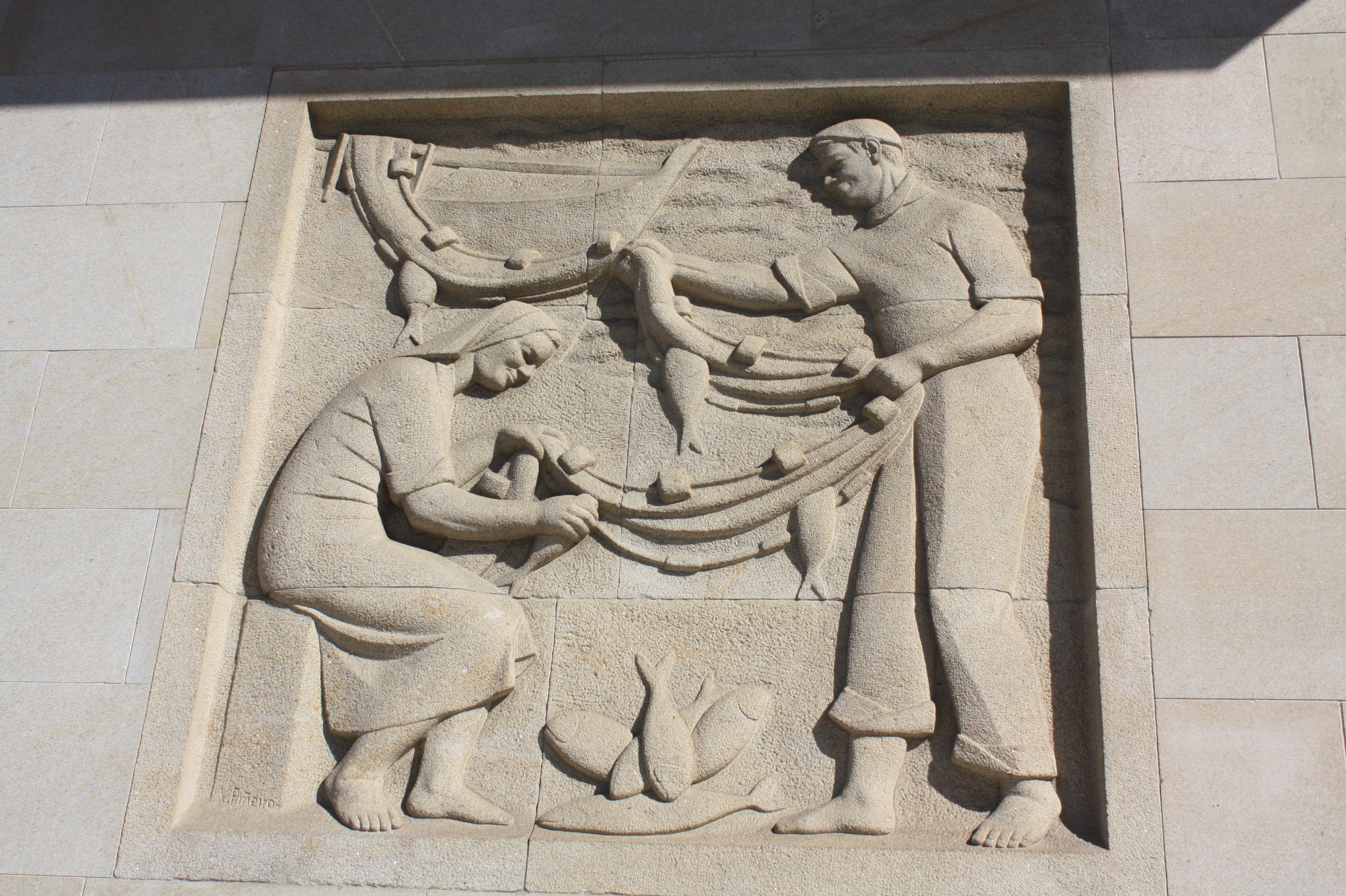
Baixo-relevo O mar
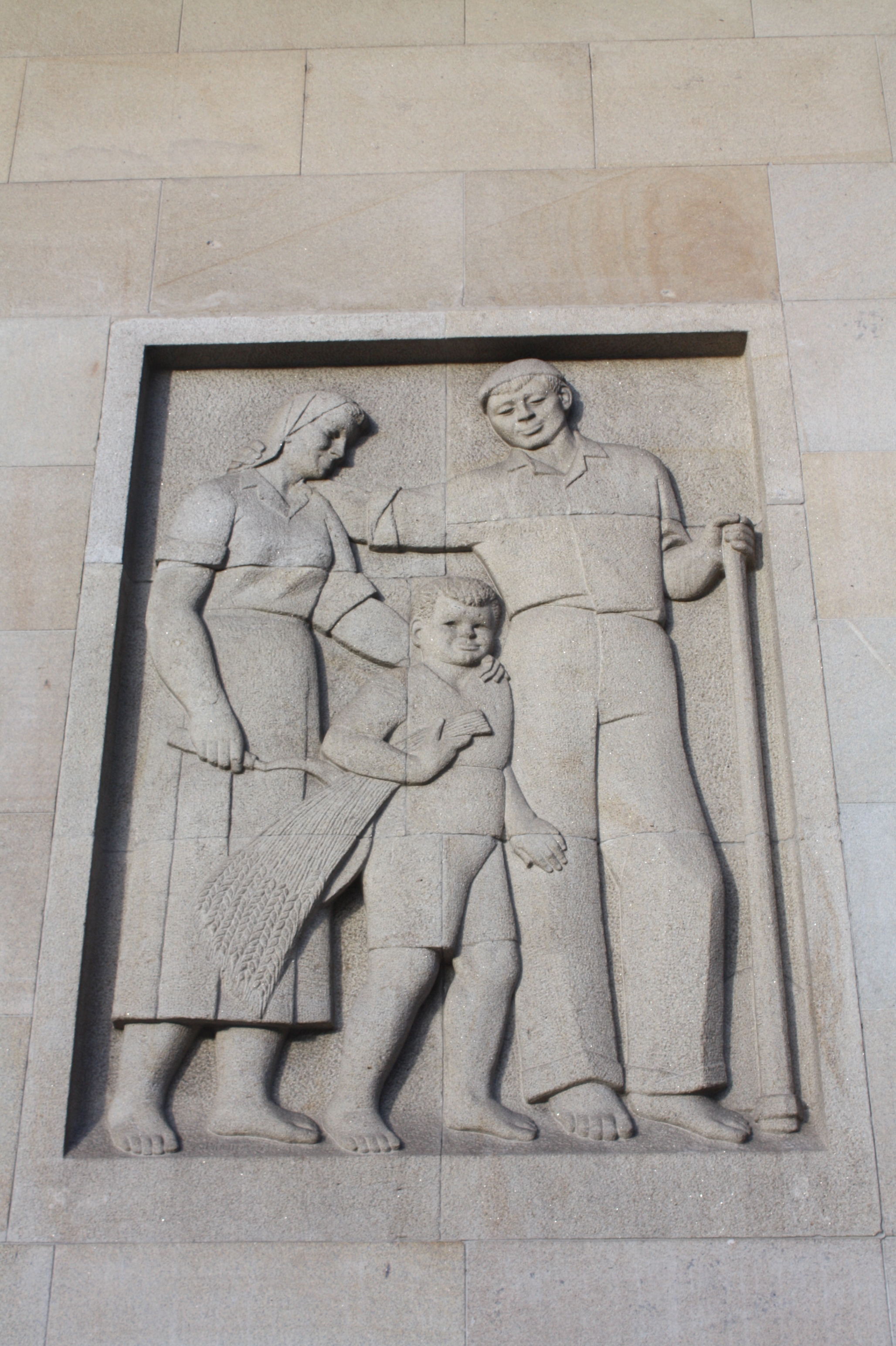
Baixo-relevo O Campo
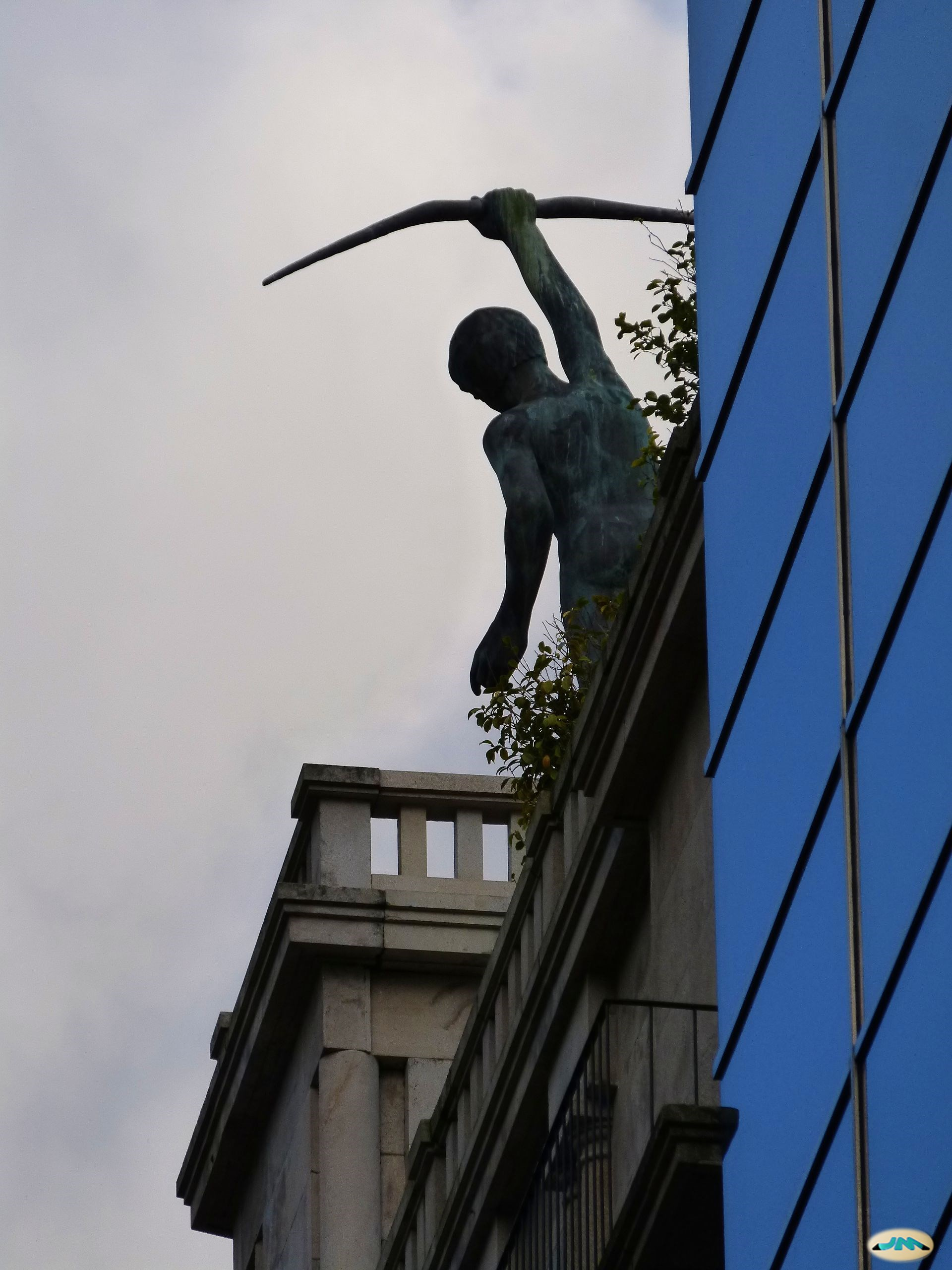
Arqueiro grego Teucro
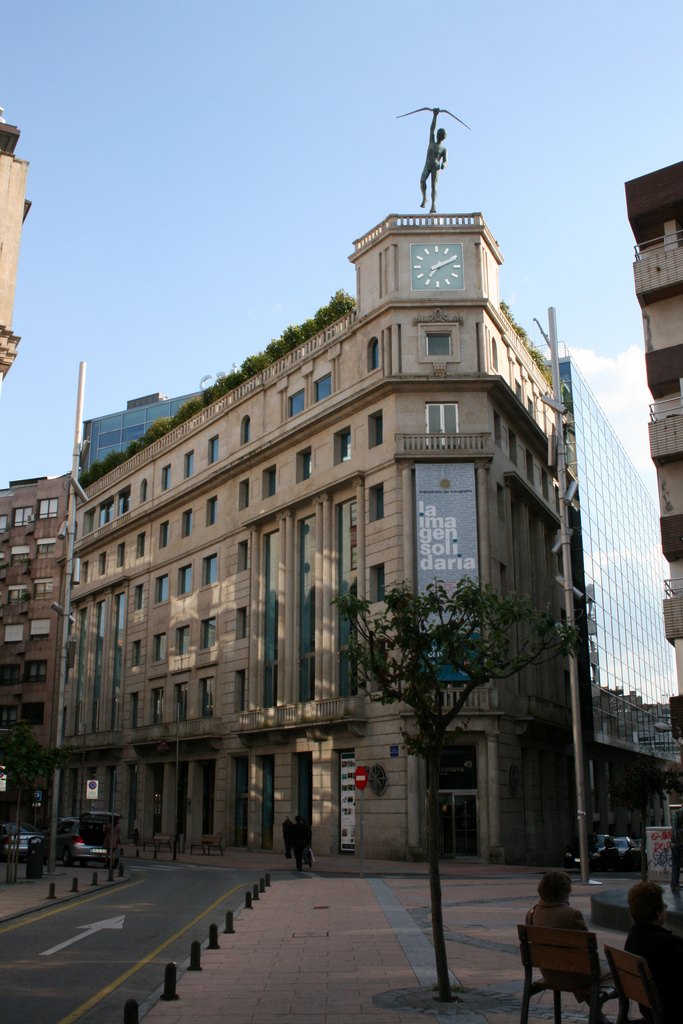
Fachada da Praça de São José
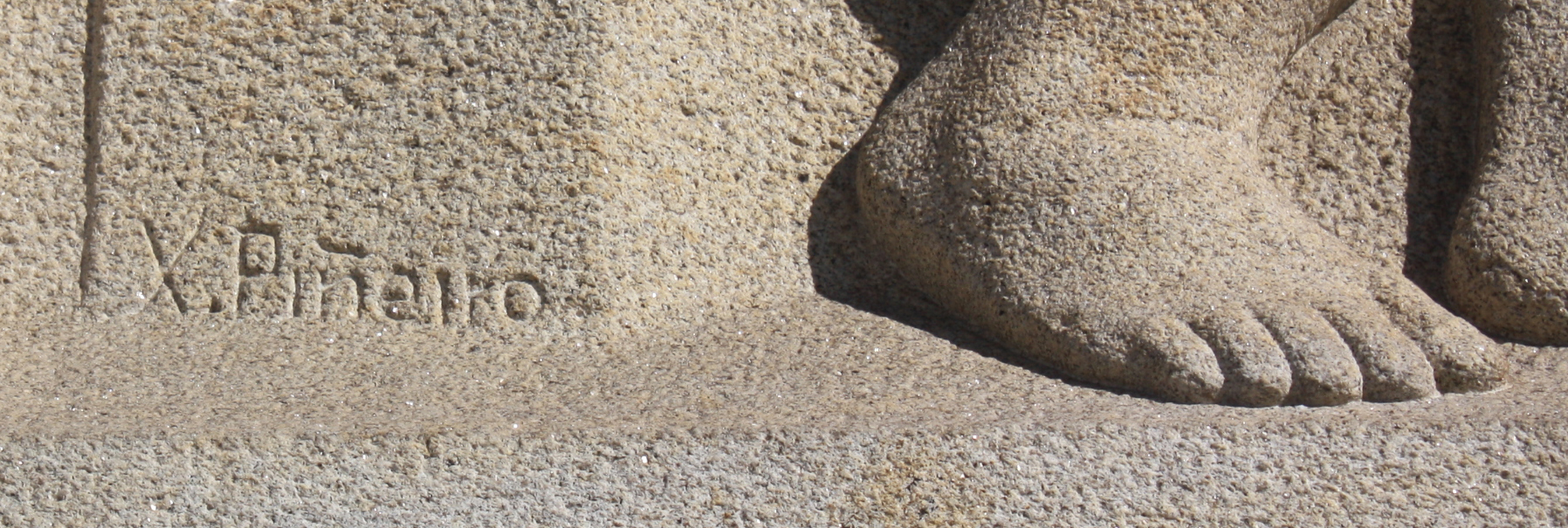
Detalhe de um dos baixos-relevos e assinatura de Xoan Piñeiro

### Artigos relacionados
- Praça de São José
- Palácio da Deputação de Pontevedra